# For God and Country (musikalbum)
For God and Country är ett album av Dolly Parton, släppt i november 2003, med religiösa och USA-patriotiska sånger.

## Bakgrund
For God and Country anses vara inspirerat efter 11 september-attackerna 2001. På albumet låg covers på sånger som ("God Bless the USA," "When Johnny Comes Marching Home") och originallåtar skrivna av Dolly Parton. På albumet finns också en tredje inspelning av Light of a Clear Blue Morning. 
Albumet fick blandad kritik, men lyckades som bäst nå placeringen # 23 på USA:s countryalbumlista. På albumomslaget syns Dolly Parton i en USO-utrustning.

## Låtlista
1. The Lord Is My Shepherd (Dolly Parton)
2. Star Spangled Banner (Francis Scott Key)
3. God Bless the U.S.A (Lee Greenwood)
4. Light of a Clear Blue Morning (Dolly Parton)
5. When Johnny Comes Marching Home
6. Welcome Home (Dolly Parton)
7. Gee Ma, I Wanna Go Home
8. Whispering Hope
9. There Will Be Peace In the Valley
10. Red, White, & Bluegrass (Dolly Parton)
11. My Country Tis'
12. I'm Gonna Miss You (Dolly Parton)
13. Go to Hell (Dolly Parton)
14. Ballad of the Green Beret
15. Brave Little Soldier (Dolly Parton)
16. Tie a Yellow Ribbon (Irwin Levine, L. Russell Brown)
17. Color Me America (Dolly Parton)
18. The Glory Forever (Dolly Parton)

## Listplaceringar
| Chart (2005)          | Topplacering |
| --------------------- | ------------ |
| Billboard 200 (USA)   | 167          |
| US Top Country Albums | 23           |

### Webbkällor
Den här artikeln är helt eller delvis baserad på material från engelskspråkiga Wikipedia.